# Statut du mineur de fond en France
Le Statut du mineur de fond en France, appelé plus souvent "statut du mineur" est une spécificité du droit social français mise en place au premier semestre 1946 dans le cadre de la "Bataille du charbon" menée pour mettre fin aux graves pénuries d'électricité qui découlaient d'une production charbonnière nationale en fort déclin pendant la Seconde Guerre mondiale. Reconnaissant spécifiquement une profession globalement plus exposée que les autres aux maladies et accidents professionnels, en particulier la silicose et le risque de coup de grisou, il servira de modèle social pour l'ensemble du monde ouvrier, devenant le pivot et l'une des justifications de la loi créant les Charbonnages de France par nationalisation des compagnies jusque-là privées. Il "compense les pressions individuelles ou collectives pour la production" de la bataille de la production.

## Droit
La loi du 14 février 1946 porte « reconnaissance par la Nation du métier de mineur et de son importance pour la vie économique du pays » via un décret avant le 15 mars 1946, échéance repoussée au 14 juin 1946, pour cause de consultations.
Ce décrêt fondateur du 14 juin 1946, qualifié par l'historien Pascal Raggi de « monument presque intouchable, pourvu d'une aura quasi-religieuse » créé  le premier le système des commissions paritaires de discipline et de conciliation. 
Il précède ceux d'EDF (22 juin 1946) et de la Fonction Publique (19 octobre 1946). Ce statut a créé le premier des commissions paritaires de discipline et de conciliation. Symboliquement, la loi entre en vigueur en mai-juin 1946, exactement cinq ans après la grande grève patriotique de 1941.

## Contenu

### Salaires de 12% à 28% plus élevé que dans la métallurgie parisienne
Le statut du mineur vise à renforcer l'attractivité du métier en lui apportant des avantages sociaux plus attractifs que d'autres. Il crée des garanties de rémunération, avec une majoration importante pour les plus exposés aux maladies et accidents professionnels, car ils travaillent au fond, sous le forme d'un coefficient obligatoire : 12% de plus que la métallurgie parisienne pour les salariés au jour et 30% pour ceux au fond, faisant des mineurs la corporation la mieux payée .
Le statut du mineur prévoit aussi la garantie d'emploi et rend obligatoire pour tous les mineurs « la gratuité du logement et du charbon », le départ en retraite à 55 ans, un jour par mois de plus que le congé légal mais aussi une « généreux calcul des congés avec souvent quatre semaines par an » et au moins 24 jours à partir de 10 ans d’ancienneté. La durée du travail est plafonnée à 38 heures 40 au fond et 40 heures au jour. Le repos dominical est payé double si non récupéré et l'augmentation à l'ancienneté est rendue obligatoire.

### Les règles de sécurité et leur application
Les règles de sécurité et leur application sont désormais l'apanage des délégués élus par les mineurs: leur avis n'est plus seulement consultatif. 

### Sécurité sociale minière
La loi sur la sécurité sociale minière votée en 1946 instaure un régime de prise en charge totale de la santé du salarié des Houillères et sa famille.
La silicose devient une maladie professionnelle, reconnue par la loi du 02/08/1945, qui exige pour les silicosés et leurs ayants droit des indemnisations ainsi qu'une médecine de prévention.
Ce régime a longtemps perduré chez les veuves de mineurs, certaines étant encore rattachées à l’avantageuse protection sociale des mines jusqu’au XXIe siècle, par exemple dans la région de Lens.

### Logement gratuit
En 1946, le Statut du Mineur créé un droit au logement gratuit. La loi prévoit que les nouvelles "Houillères" régionales assurent transport, logement et chauffage.

### Durée du travail
La durée hebdomadaire du travail est fixée à 38 heures 40 pour les mineurs fond et 40 heures au jour. Les ouvriers bénéficient d'heures supplémentaires rémunérées et majorées, mais aussi d'un repos dominical payé double quand il ne peut pas être récupéré. Le congé annuel va jusqu'à 24 jours. 

### Médecins du travail indépendants et salariés
Les médecins du travail doivent être indépendants, via l'embauche de personnel qualifié : « la médecine au carnet se transforme en médecine salariée »: jusque-là, « les patients mineurs n'étant pas les plus lucratifs, les examens étaient expédiés, les soins mal assurés ».

### Formations des Houillères, publiques et laïques
La formation professionnelle se renforce autour de la création du fameux « CAP de mineur » et ses déclinaisons (houille, électro, mécanicien…) mais aussi du « CAP du jour » (ajusteurs, tourneurs, chaudronniers…). On peut les obtenir en cinq ans dans 74 centres d'apprentissage, la durée de la formation, en partie dans une mine-image, visant à renforcer les conditions de sécurité et faire diminuer la quantité de poussière absorbée par les poumons des mineurs.
La nationalisation des mines de charbon « a entraîné de nombreuses améliorations des conditions de vie des familles des mineurs (...) les écoles des Houillères, d’enseignement catholique, deviennent alors publiques et laïques » selon Josiane Lorthios, présidente de l’association du Comité historique de Mazingarbe, une ville du bassin minier dans le Pas-de-Calais. La montée en technicité favorisera les reconversions dans l'automobile une quinzaine d'années plus tard.
Les garanties salariales et d'approvisionnement vont aussi jouer un rôle important peu après l'adoption du statut, dans le contexte des émeutes de la faim de 1947 en France.

## Réactions syndicales
La presse syndicale y voit un progrès considérable. La Tribune des mineurs, journal de la CGT, parle alors d'une « ère nouvelle » dès son numéro du 23 janvier 1946, lorsque la genèse de la loi se précise.

## Histoire

### Genèse

#### Contexte économique
Après-guerre, les gouvernements européens ont besoin d'une reprise de la production électrique, nécessaire afin de pouvoir opérer la reconstruction sans les retards qui avaient eu lieu après la guerre de 14-18. 
La pénurie sur le marché mondial ne se résorbera que peu à peu par l'appel au charbon américain, tandis que la demande d'électricité flambe, dépassant rapidement le niveau de consommation du temps de paix.
Les barrages hydrauliques souffrent eux aussi de problèmes dus à l'Occupation. Du coup, la consommation de charbon français pour l'électricité représente en 1947 le double de celle de 1938. Dès le début de l'année 1945 est lancée la bataille du charbon pour faire face aux nombreuses coupures d'électricité causée par la pénurie.

#### Contexte politique
Après leur forte progression aux élections législatives constituantes  d'octobre 1945 (26,2 % des voix et 160 sièges), les communistes revendiquent la direction du gouvernement. Leur participation insistante et militante à la bataille du charbon étaie cette demande aussi et elle va jouer un rôle important dans la création du statut du mineur.
Lors du remaniement ministériel du 21 novembre 1945, ils obtiennent la vice présidence et 5 ministères sur 20, au lieu de 2 en 1944, mais surtout l'accès aux « responsabilités économiques essentielles ». Marcel Paul succéde à Robert Lacost comme ministre de la production industrielle et  Ambroise Croizat est nommé ministre du Travail, chargé aussi de la Sécurité sociale à partir du 26 janvier et jusqu'au 16 décembre 1946. Il est chargé d'une des plus importantes réformes de l'après-guerre, tandis que  Marcel Paul a la mission de créer EDF en nationalisant les compagnies de production d'électricité, qui ne parviennent pas à faire face à la demande.
Le « statut du mineur de fond » est le résultat de négociations au sein du gouvernement qui voit Auguste Lecoeur, responsable du charbon au gouvernement l'emporter sur son ministre de tutelle, Marcel Paul, qui aurait préféré un statut commun avec celui d'EDF/GDF. D'autres États européens, notamment la Belgique et l'Allemagne de l'Ouest, mirent sur pied exactement à la même époque pour certains ou un peu plus tard pour d'autres, « de manière concomitante, différents types de statut de l'ouvrier mineur ».

#### Contexte social
Pendant la bataille du charbon qui a suivi la guerre, les mineurs ont droit à des rations alimentaires plus copieuses, alors que la situation plus générale du pays dans le domaine du ravitaillement se détériore et vire ensuite aux graves émeutes de la faim de 1947, mais qui restent très faibles, malgré la pénibilité de leur travail, causant une malnutrition qui, conjuguée à l’effort de production intense entraine un affaiblissement physique et fait chuter le rendement du travail.
Le "Statut du mineur" « servira de modèle social pour l'ensemble du monde ouvrier ». Il accompagne « la loi créant les Charbonnages de France », nouvelle société employant 358 000 salariés et confiée à un président "politique" : le communiste Victorin Duguet, dont les neuf filiales gèrent les différents "bassins" miniers, sept d'entre elles fusionnnant beaucoup plus tard en 1969 pour réduire leur nombre à trois et créer les "Houillères des bassins du centre et du Midi".

### Fin des années 1950

#### Tentative d'extension aux autres pays européens
À la fin des années 1950, la montée en puissance d'une énergie concurrente, le pétrole, et les conflits entre pays européens incitèrent les syndicats de mineurs à rechercher la création d'« un statut européen du mineur en référence aux différents modèles nationaux protégeant la profession ».

## Autres statuts professionnels en France
L'extension aux autres statuts professionnels pour des professions assurant la participation à l'exécution d'un service public, a eu lieu dans les mois et les années suivantes, notamment dans les grandes entreprises proches, par leur mission, de Charbonnages de France au moment des nationalisations d'EDF et GDF. Concernant ces deux dernières, le personnel a été à son tour soumis à un statut remontant à 1946. Celui de la SNCF a été décidé par un décret du 1er juin 1950 fixant le statut des cheminots. La mise en place d'un statut de la fonction publique est par ailleurs confiée à un autre ministre communiste Maurice Thorez, leader du PCF mais impopulaire à l'extérieur de cette formation, qui est chargé du dossier.